# Літій-полімерний акумулятор

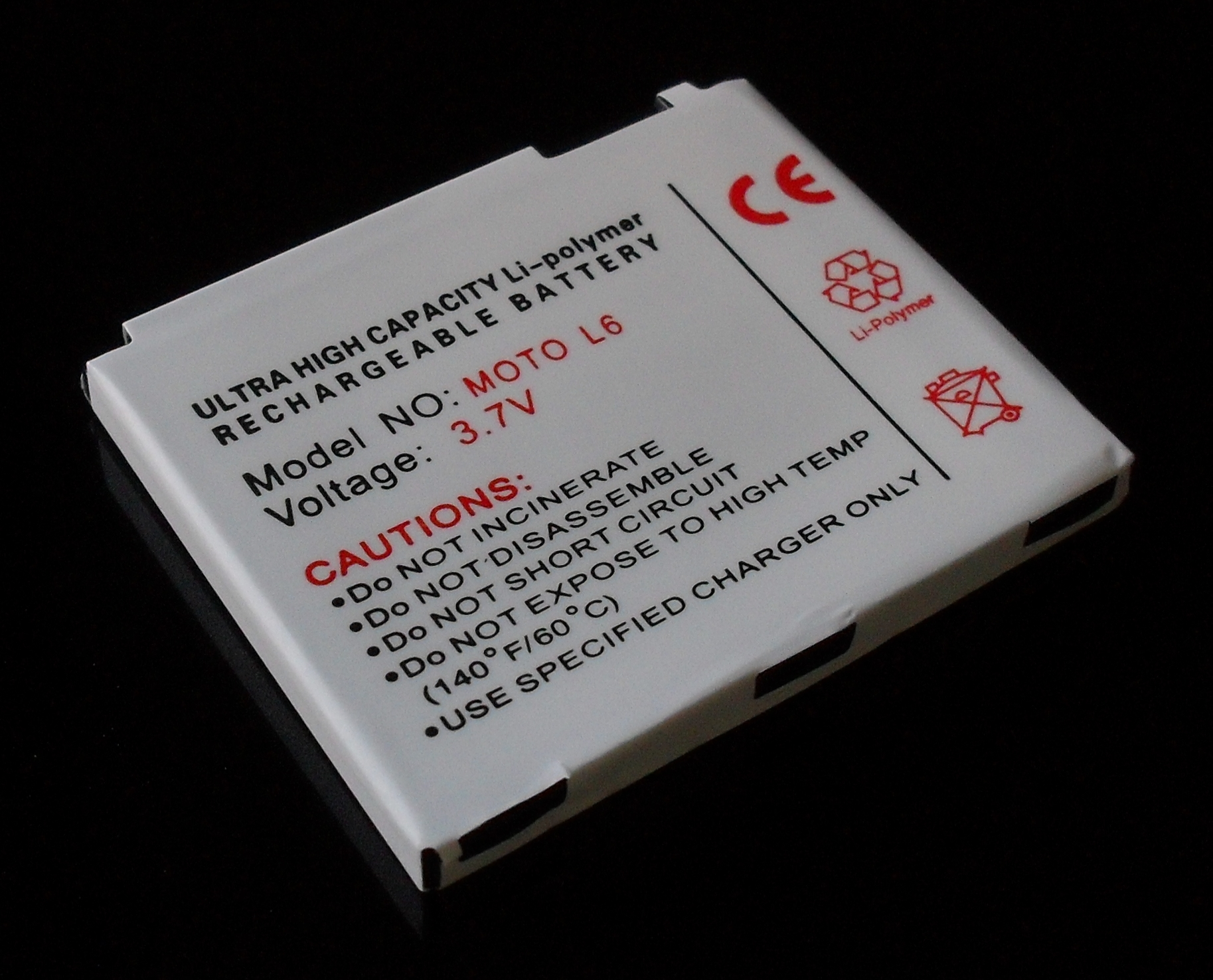
Літій-іонний полімерний акумулятор мобільного телефону

Лі́тій-поліме́рний акумуля́тор (англ. lithium-ion polymer batteries, lithium polymer batteries, скор. Li-Pol, Li-poly, LiPo, LIP) — це різновид літій-іонного електричного акумулятора, який відрізняється від класичного літій-іонного акумулятора типом використаного у ньому електроліту. У випадку з Li-ion — це гелеподібний або рідкий електроліт, у випадку з Li-Pol — спеціальний щільний полімер, насичений розчином літію.
На сьогодні існує непорозуміння, викликане маркетинговим підходом. Представлені на ринку літій-полімерні акумулятори насправді є звичайними літій-іонними акумуляторами у пластиковому корпусі. Технічно вони відрізняються лише зовнішньою формою та оболонкою (так званий pouch-bag формат). Реальні літій-полімерні акумулятори через свої надзвичайно низькі характеристики не були представлені для продажу на ринку, хоча через їх перспективні переваги роботи по їх дослідженню та розробці проводяться і надалі.

## Походження дизайну та термінології
Оригінальний тип батарей, що називалися «літій-полімерні», технологічно були подальшим розвитком звичайних літій-іонних акумуляторів та літієвих батарей. Головною відмінністю було використання щільного полімерного електроліту (англ. solid polymer electrolyte, SPE), наприклад, поліетиленгліколю, поліакрилонітрилу, оргскла (поліметилметакрилат) або полівіниліденфториду, замість електроліту з солями літія (наприклад, LiPF6), що містяться у органічному розчиннику таких як етиленкарбонат ((CH2O)2CO), диметилкарбонат або диетилкарбонат (OC(OCH2CH3)2).
Твердий електроліт може бути поділений на три наступних види: сухий, гелевий та пористий. Сухий електроліт був першим, що використовувався у прототипах батарей у 1978 році Мішелем Армандом та у 1985 році компаніями ANVAR, Elf Aquitaine та Hydro Quebec. З 1990 року кілька організацій, зокрема такі як Mead та Valence з США та GS Yuasa з Японії, розробили акумулятори з гелевим полімерним електролітом. У 1996 році компанія Bellcore оголосила про створення літій-полімерного акумулятора з використанням пористого твердого полімерного електроліту.
Паралельно до розвитку «полімерного електроліту» термін «літій-полімерний акумулятор» почав використовуватись для звичайних літій-іонних акумуляторів у гнучкому корпусі-«мішечку» (англ. pouch bag). Приблизний час появи таких акумуляторів на ринку побутової електроніки був 1995 рік.
Плутанина у назві може походити від непорозуміння з конструкційної точки зору звичайного літій-іонного елемента. Типовий акумулятор складається з чотирьох основних компонентів: позитивний електрод (катод), негативний електрод (анод), сепаратор та електроліт. Власне сепаратор може бути полімерним та представляти собою мікропористу плівку з поліетилену або поліпропілену, таким чином навіть акумулятор з рідким електролітом містить «полімерний» компонент. Додатково власне катод може бути розділений на три частини — оксиди літію (такі як LiCoO2 чи LiMn2O4), струмопровідна додаткова частина та полімерний зв'язувач з полівіниліденфториду. Анод також може містити три складові, за винятком того, що замість оксиду літію застосовується вуглець.
Таким чином, навіть за відсутності полімерного сепаратора та будь-якого електроліту акумулятор може містити «полімерний» компонент у складі активних компонентів електродів. Цей полімер, як правило, складає лише 5 % від загальної ваги акумулятора та не бере жодної участі в електрохімічних реакціях, а використовується виключно для з'єднання активних частин для підтримки електропровідності та надійності з'єднання між міддю та алюмінієм, що є струмоприймачем батареї.

## Застосування

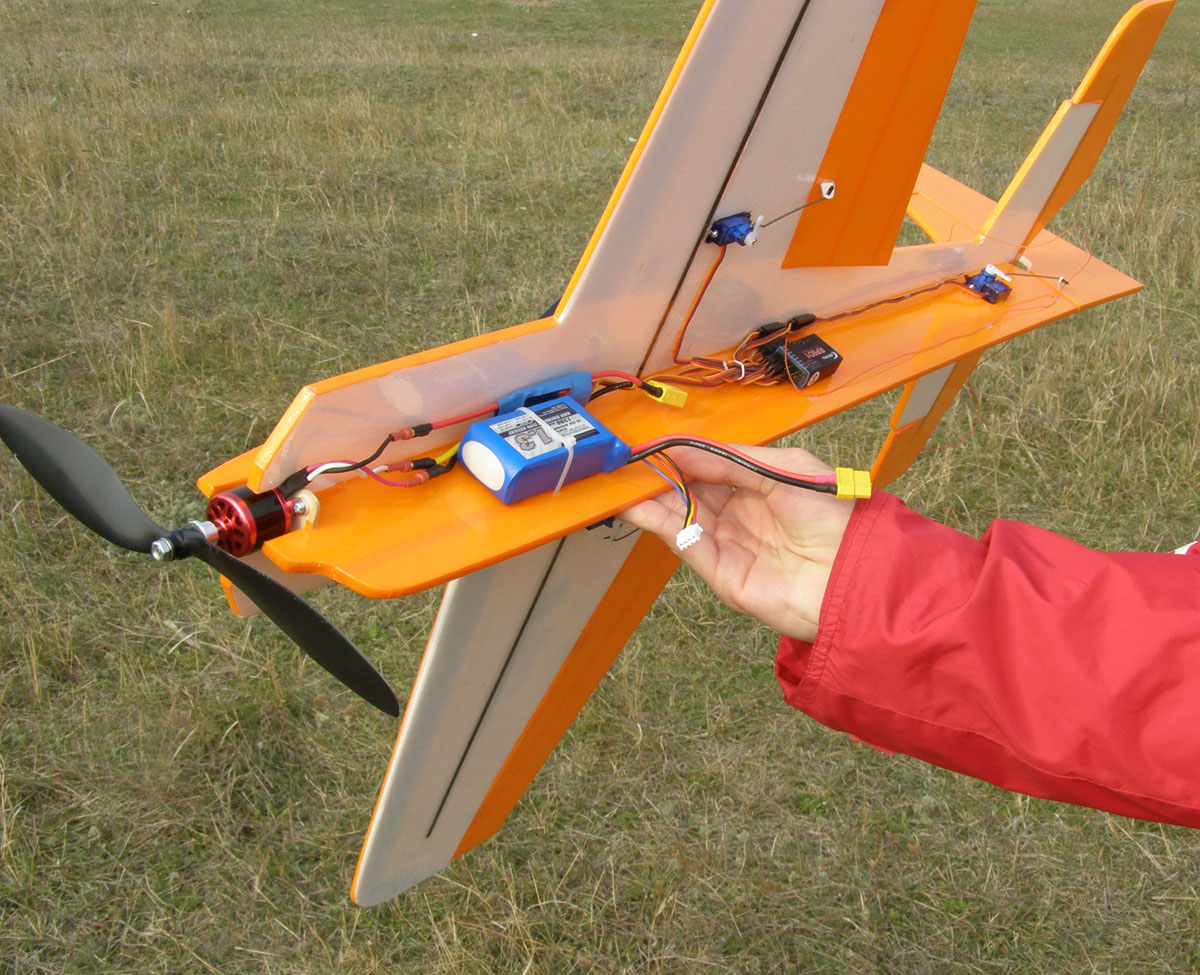
Трьохелементний літій-полімерний акумулятор 1300 мА/год., 11,1 Вольт встановлений на радіокерованій моделі літака

- Портативні пристрої: мобільні телефони і смартфони, ноутбуки та планшети, цифрові фотоапарати і відеокамери, електронні сигарети, портативні ігрові консолі і ліхтарики;
- Електроінструменти: Літій-іонні батареї використовуються в акумуляторних дрилях, шліфувальних машинах, електропилках і т. д.;
- Електричні транспортні засоби: через свою низьку вагу літій-іонні батарей використовуються для зберігання енергії у електромобілях,велосипедах  тощо.
- Широко застосовуються в різноманітних радіокерованих моделях як джерело енергії, значно потіснивши двигуни внутрішнього згоряння

## Безпека використання
Літій-іонні полімерні акумулятори мають ті ж самі проблеми, що й інші види літій-іонних акумуляторів. Перезарядження, низький розряд, надмірний перегрів, внутрішнє коротке замикання, пробивання корпусу можуть привести до руйнування акумулятора, витоку електроліту та навіть загорання.

## Напруга і стан заряду
Напруга окремого LiPo елемента залежить від його хімічного складу і коливається від приблизно 4,2 В (повністю заряджений) до приблизно 2,7—3,0 В (повністю розряджений), де номінальна напруга становить    3,6 B або 3,7 В (приблизно середнє значення найвищого та найнижчого значення) для елементів на основі оксидів літію-металу (наприклад, LiCoO2).
Для порівняння: літій-залізо-фосфатний(LiFePO4) елемент від 3,6—3,8 В (повністю заряджений) до 1,8—2,0 В (повністю розряджений).
Точні номінали напруг роботи елемента повинні бути вказані в специфікації продукту, що дозволить правильно спроектувати електронну схему, яка буде запобігати перезаряджанню або повному розряджанню під час його використання.
Акумуляторні батареї з LiPo елементами, з’єднаними послідовно та паралельно, мають окремі контакти для кожного елемента. Спеціалізований зарядний пристрій може контролювати заряд кожного елемента, щоб усі елементи були заряджені до однакової напруги - мали однаковий стан заряду (SOC).

## Літієві акумулятори зі справжнім полімерним електролітом
Хоча назва «літій-полімерні» застосовується переважно до літій-іонних акумуляторів у гнучкому корпусі (англ. pouch format), що містить рідкий електроліт існують також і акумулятори зі справжнім полімерним електролітом, які, тим не менш, так і не були комерціалізовані та досі є темою досліджень. Прототипами таких акумуляторів можна вважати ті, що є проміжними між традиційними літій-іонними та повністю пластиковими акумуляторами (англ. solid-state lithium-ion battery).
Простіший підхід — це використання полімерної матриці з полівіниліденфториду або поліакрилонітрилу, заповненою гелем зі звичайними солями та розчинниками (наприклад, згадана вище LiPF6 у етиленкарбонаті, диметилкарбонаті або диетилкарбонаті). Ніші згадує, що Sony розпочала розробки літій-іонних акумуляторів з гелевим полімерним електролітом у 1988 році, ще до комерціалізації звичних на сьогодні акумуляторів з рідким електролітом у 1991 році. У той час вважалось, що полімерні акумулятори є найбільш перспективними та те, що вони стануть незамінними. З часом цей тип акумуляторів був виведений на ринок у 1998 році.
Однак Скорсаті аргументує, що, за умови суворого дотримання термінології, заповнені гелем мембрани не можна вважати «справжніми» полімерними електролітам, радше гібридними системами, де електроліт у рідкій фазі утримується у полімерній матриці. Хоча ці електроліти і можуть бути сухими на дотик, вони все одно мають у собі від 30 % до 50 % рідкого розчинника. З огляду на таку позицію питання визначення «полімерного акумулятора» залишається відкритим.
Інший термін, що застосовується у літературі для даної системи включає назву «гібридний полімерний електроліт» (англ. hybrid polymer electrolyte), у якому слово «гібрид» позначає комбінацію полімерної матриці, рідкого розчинника та солі. Ця система подібна до тої, що розробили Bellcore у 1996, що мала назву «пластиковий» літій-іонний акумулятор (англ. PLiON) та була комерціалізована у 1999 році.
Щільним полімерним електролітом може бути, наприклад, суміш літій-біс-(флорсульфоніл)іміду (LiFSI) з високомолекулярним поліетиленгліколем, чи високомолекулярним політриметил карбонатом (PTMC).
Ефективність таких електролітів зазвичай вимірюється в півелементній конфігурації (англ. half-cell configuration) з використанням як другого електроду металічного літію, створюючи систему подібну до літієвої батареї, але також виконуються тести з типовими катодними матеріалами для літій-іонних акумуляторів, таких як LiFePO4.
Інший підхід до створення акумулятора з полімерними електролітом полягає у використанні неорганічної іонної рідини, наприклад, 1-бутил-3-метилімідазоліум тетрафлороборат (англ. 1-butyl-3-methylimidazolium tetrafluoroborate, [BMIM]BF4) як пластифікатора в мікропористій полімерній матриці з полівінилідена флорида-ко-гексафлоропропілена/поліметилметакрилата(англ. poly(vinylidene fluoride-co-hexafluoropropylene)/poly(methyl methacrylate), PVDF-HFP/PMMA).

## Інтернет-ресурси
- Літієві акумулятори